# ペーパー・ハウス
『ペーパー・ハウス』（原題: La casa de papel、ラ・カサ・デ・パペル）は、2017年から2021年まで放送されていたスペインのテレビドラマシリーズ。スペインの造幣局に立てこもった8人組の強盗団を描く。
2017年にスペインの放送局Antena 3からパート1と2が放送され、その後Netflixが独自に再編集し全世界へ配信した。2019年のパート3以降はNetflixが製作・配信している。
批評家から高い評価を受けており、第46回国際エミー賞では最優秀ドラマ・シリーズを受賞した。

## あらすじ
8人組の強盗団が、67人の人質を取りマドリードの造幣局に立てこもった。24億ユーロを持って脱出するという完璧な計画を練っていたが、強盗団は崖っぷちの状況に追い込まれる。

## 登場人物

### メインキャスト
Silene Oliveira (トーキョー)
演:ウルスラ・コルベロ
かつて強盗に失敗し、彼氏は殺され警察に追われる身となった時、教授と出会い強盗団の仲間となった。
性格は短気で軽率、しかし陽気かつ度胸持ちでもある。リオやナイロビとは友好的な関係を築いた。
教授を「守護天使」と呼び尊敬している。
本シリーズでは、トーキョーが主にナレーションなどを担当するため事実上の主人公といえる。
Sergio Marquina (教授)
演:アルバロ・モルテ
造幣局強盗計画の首謀者。現場には赴かず、離れた場所から実行役の仲間たちに指示を出す司令役。
かつて銀行強盗に失敗した父の意思を引き継ぐため、仲間を率いてロイヤルミントとスペイン銀行の強盗を計画する。計画の準備には20年を要し、ベルリンやパレルモとともに研究を続けていた。
少年時代に病気のため長い期間を病院で過ごした事がある。
カリスマ性があり完璧主義者でもある。スペインの折り紙「Pajarito」を丁寧に作る描写など、内向的な様子も見受けられる。
ベルリンとは兄弟関係にある。
Raquel Murillo (リスボン)
演:イツィアル・イトゥーニョ
王立造幣局へ強盗に入った際、交渉役を担当した国家警察隊の検査官。鼻ピアスが特徴的。
事件中に教授と恋に落ちる。教授が強盗の首謀者だと気づいた時には迷いを見せるが、最終的に仲間になる。
パート3のスペイン銀行から仲間として活躍する。
一人の娘と認知症の母親を持つ。
Andrés de Fonollosa (ベルリン)
演:ペドロ・アロンソ
ナルシストでユーモア溢れる現場のまとめ役。
冷酷で知的かつ挑発的な性格で、他人と衝突しやすく型破りで予測不可能な部分がある。
病気により余命宣告を受けている。
パート3からは回想シーンで多く登場し、物語の結末と結びついた重要な役割を果たす。
スピンオフドラマ「Berlin: A New Series」（原題）には主人公として登場している。
Agustín Ramos (モスクワ)
演:パコ・トウス
元鉱山労働者。デンバーとは親子関係にある。
Ágata Jiménez (ナイロビ)
演:アルバ・フローレス
偽札製造の専門家。楽観主義者。
王立造幣局での強盗の際は印刷の担当、スペイン銀行での強盗では金の融解を監督した。
生き別れとなった一人の息子を持つ。
Aníbal Cortés (リオ)
演:ミゲル・エラン
強盗団内で最年少のハッカー。
トーキョーとは交際関係にある。
Ricardo / Daniel Ramos (デンバー)
演:ハイメ・ロレンテ
強盗に加わったモスクワの息子。
ユーモアに溢れる人物であり、ダンスを得意としている。笑い方が特徴的。
ストックホルムとは交際関係にある。
Mónica Gaztambide (ストックホルム)
エステル・アセボ
王立造幣局の秘書。
事件中にデンバーと恋に落ちる。それからは強盗団を手伝っており、パート３からは正式に仲間として迎えられた。
アルトゥーロとはかつて交際していたが、隠し子ができたのち関係が崩れている。
コードネームの由来は ストックホルム症候群から。
アルトゥーロ・ロマン
演:エンリケ・アルセ
王立造幣局の局長。
人質になるが、強盗団に反抗的な態度を示す。
パート３からは銀行内の人質を救うべく、独り身で潜入する。
Alison Parker
演:マリア・ペドラサ
駐スペイン英国大使の娘。王立造幣局の強盗における重要な人質として登場する。
いじめを受けており、孤独で悲観的だが、行動力に優れる。
Mirko Dragic (ヘルシンキ)
演:ダルコ・ペリック
セルビアの兵士。強靭な肉体を持ち、シリーズを通して忠実な活躍を見せる。
オスロのいとこ。
Mariví Fuentes
演:キティ・マンベール
ラケルの母親。認知症を患っている。
Bogotá
演:ホヴィク・ケウチケリアン
溶接工。冶金学の専門家として強盗に参加する。
７人の息子が世界各地にいる。
マルセイユ
スペイン銀行の強盗にも参加した計画発足時の初期メンバー。
菜食主義者。
強盗の連絡役として教授と共に行動する。
Martín Berrote (パレルモ / The Engineer)
演:ロドリゴ・デ・ラ・セルナ
スペイン銀行の強盗で現場のまとめ役を務めた。 教授とともに造幣局強盗計画を立ち上げる。
同性愛者であり、知的かつ冷酷な性格である。
ベルリンと友人。
アリシア・シエラ
演:ナイワ・ニムリ
国家警察隊の検査官。スペイン銀行強盗の交渉人。
妊娠している。
Marseille
演:ルカ・ペロシュ
Julia (マニラ)
演:ベレン・クエスタ
人質に紛れて行動する強盗団の一員。
男性であったマニラは性転換し、女性として強盗団に参加する。
デンバーに片想いをし続ける。
タマヨ
演:フェルナンド・カヨ
スペイン情報局のメンバー。スペイン強盗対策本部の指揮を務める。
軍人気質で自己中心的。

## エピソード
| シーズン | シーズン | パート | 話数 | 話数 | 放送期間       | 放送期間       | 放送期間 |
| シーズン | シーズン | パート | 話数 | 話数 | 初回放送       | 最終回放送     | 放送局   |
| -------- | -------- | ------ | ---- | ---- | -------------- | -------------- | -------- |
|          | 1        | 1      | 15   | 9    | 2017年5月2日   | 2017年6月27日  | Antena 3 |
|          | 1        | 2      | 15   | 6    | 2017年10月16日 | 2017年11月23日 | Antena 3 |
|          | 2        | 3      | 16   | 8    | 2019年7月19日  | 2019年7月19日  | Netflix  |
|          | 2        | 4      | 16   | 8    | 2020年4月3日   | 2020年4月3日   | Netflix  |

＊シーズン1（パート1 & 2）は、Antena 3で放送されたオリジナル版の情報を掲載。ネットフリックスの再編集版とは異なる。

### シーズン1: パート1 & 2 (2017)
| Part 1 |   |                                                                  |                               | |                |      |
| 1      | 1 | "Efectuar lo acordado" "Do as Planned"                           | Jesús Colmenar                | アレックス・ピナ & Esther Martínez Lobato                                                                                           | 2017年5月2日   | 4.09 |
| 2      | 2 | "Imprudencias letales" "Lethal Negligence"                       | Miguel Ángel Vivas            | アレックス・ピナ, Esther Martínez Lobato, Javier Gómez Santander, Pablo Roa, Fernando Sancristóbal & David Barrocal                 | 2017年5月9日   | 3.04 |
| 3      | 3 | "Errar al disparar" "Misfire"                                    | Álex Rodrigo                  | アレックス・ピナ, Esther Martínez Lobato & David Barrocal                                                                           | 2017年5月16日  | 2.64 |
| 4      | 4 | "Caballo de Troya" "Trojan Horse"                                | Alejandro Bazzano             | アレックス・ピナ, Esther Martínez Lobato, Javier Gómez Santander, Pablo Roa, Fernando Sancristóbal & David Barrocal                 | 2017年5月23日  | 2.65 |
| 5      | 5 | "El día de la marmota" "Groundhog Day"                           | Jesús Colmenar                | アレックス・ピナ, Esther Martínez Lobato, Javier Gómez Santander, Pablo Roa, Fernando Sancristóbal & David Barrocal                 | 2017年5月30日  | 2.36 |
| 6      | 6 | "La cálida Guerra Fría" "The Hot Cold War"                       | Miguel Ángel Vivas            | アレックス・ピナ, Esther Martínez Lobato, Javier Gómez Santander & Fernando Sancristóbal                                            | 2017年6月6日   | 2.47 |
| 7      | 7 | "Refrigerada inestabilidad" "Cool Instability"                   | Álex Rodrigo                  | アレックス・ピナ, Esther Martínez Lobato, Pablo Roa & Esther Morales                                                                | 2017年6月13日  | 2.42 |
| 8      | 8 | "Tú lo has buscado" "You Asked for It"                           | Alejandro Bazzano             | アレックス・ピナ, Esther Martínez Lobato, Javier Gómez Santander, Pablo Roa & Fernando Sancristóbal                                 | 2017年6月20日  | 2.07 |
| 9      | 9 | "El que la sigue la consigue" "Whoever Keeps Trying It, Gets It" | Jesús Colmenar                | アレックス・ピナ, Esther Martínez Lobato, Javier Gómez Santander, Pablo Roa, Fernando Sancristóbal & Esther Morales                 | 2017年6月27日  | 2.19 |
| Part 2 |   |                                                                  |                               | |                |      |
| 10     | 1 | "Se acabaron las máscaras" "Masked No Longer"                    | Álex Rodrigo                  | アレックス・ピナ, Esther Martínez Lobato, Javier Gómez Santander, Pablo Roa, Fernando Sancristóbal & Esther Morales                 | 2017年10月16日 | 1.99 |
| 11     | 2 | "La cabeza del plan" "The Head of the Plan"                      | Alejandro Bazzano             | アレックス・ピナ, Esther Martínez Lobato, Javier Gómez Santander, Pablo Roa, Fernando Sancristóbal, Esther Morales & David Barrocal | 2017年10月23日 | 1.73 |
| 12     | 3 | "Cuestión de eficacia" "A Matter of Efficiency"                  | Javier Quintas                | アレックス・ピナ, Esther Martínez Lobato, Javier Gómez Santander, Pablo Roa, Fernando Sancristóbal, Esther Morales & David Barrocal | 2017年11月2日  | 1.57 |
| 13     | 4 | "¿Qué hemos hecho?" "What Have We Done?"                         | Jesús Colmenar & Alex Rodrigo | アレックス・ピナ, Esther Martínez Lobato, Javier Gómez Santander, Pablo Roa, Fernando Sancristóbal & David Barrocal                 | 2017年11月9日  | 1.53 |
| 14     | 5 | "A contrarreloj" "Against the Clock"                             | Alejandro Bazzano             | アレックス・ピナ, Esther Martínez Lobato, Javier Gómez Santander, Pablo Roa, Fernando Sancristóbal & David Barrocal                 | 2017年11月16日 | 1.48 |
| 15     | 6 | "Bella ciao" "Bye Beautiful"                                     | Jesús Colmenar & Alex Rodrigo | アレックス・ピナ, Esther Martínez Lobato, Javier Gómez Santander, Pablo Roa, Fernando Sancristóbal, Esther Morales & David Barrocal | 2017年11月23日 | 1.80 |

＊ネットフリックス版はパート1を13エピソードに再編集し、2017年12月20日に一斉配信。パート2は9エピソードに再編集し、2018年4月6日に一斉配信。

### シーズン2: パート3 & 4 (2019 - 2020)
| Part 3 |   |                                                                                        |                           | |               |
| 16     | 1 | "宣戦布告" "Hemos vuelto" "We're Back"                                                 | Jesús Colmenar            | アレックス・ピナ, Javier Gómez Santander                                                                          | 2019年7月19日 |
| 17     | 2 | "アイキドー" "Aikido"                                                                  | Jesús Colmenar            | アレックス・ピナ, Javier Gómez Santander, Juan Salvador López, Luis Moya, Alberto Úcar, David Barrocal            | 2019年7月19日 |
| 18     | 3 | "地下48メートル" "48 metros bajo el suelo" "48 Meters Underground"                     | Jesús Colmenar            | アレックス・ピナ, Javier Gómez Santander, Juan Salvador López, Luis Moya                                          | 2019年7月19日 |
| 19     | 4 | "フリッパー作戦" "Bum, bum, ciao" "Boom, Boom, Ciao"                                   | Koldo Serra               | Javier Gómez Santander, アレックス・ピナ, Juan Salvador López, Luis Moya, Esther Martínez Lobato                  | 2019年7月19日 |
| 20     | 5 | "ブンブン チャオ" "Las cajas rojas" "The Red Boxes"                                    | Koldo Serra               | Javier Gómez Santander, アレックス・ピナ, Juan Salvador López, Luis Moya                                          | 2019年7月19日 |
| 21     | 6 | "すべてが報われる瞬間" "Todo pareció insignificante" "Everything Seemed Insignificant" | Álex Rodrigo              | Javier Gómez Santander, アレックス・ピナ, Juan Salvador López, Luis Moya, Ana Boyero                              | 2019年7月19日 |
| 22     | 7 | "短期休暇" "Pequeñas vacaciones" "A Quick Vacation"                                    | Álex Rodrigo              | Javier Gómez Santander, アレックス・ピナ, Almudena Ramírez-Pantanella, Ana Boyero, Juan Salvador López, Luis Moya | 2019年7月19日 |
| 23     | 8 | "迷い道" "La deriva" "Astray"                                                          | Jesús Colmenar            | Javier Gómez Santander, アレックス・ピナ, Almudena Ramírez-Pantanella, Emilio Díez, Luis Moya                     | 2019年7月19日 |
| Part 4 |   |                                                                                        |                           | |               |
| 24     | 1 | "ゲームオーバー" "Game Over"                                                           | Koldo Serra               | Esther Morales, Ana Boyero, Jaun Salvador López                                                                   | 2020年4月3日  |
| 25     | 2 | "ベルリンの結婚式" "La boda de Berlín" "Berlin's Wedding"                              | Javier Quintas            | Ana Boyero, Jaun Salvador López, Emilio Díez, Luis Moya                                                           | 2020年4月3日  |
| 26     | 3 | "体の仕組み指南" "Lección de anatomía" "Anatomy Lesson"                                | Álex Rodrigo              | Ana Boyero, Jaun Salvador López                                                                                   | 2020年4月3日  |
| 27     | 4 | "パソドブレ" "Suspiros de España" "Pasodoble"                                          | Jesús Colmenar            | Emilio Díez, Luis Moya                                                                                            | 2020年4月3日  |
| 28     | 5 | "それぞれの5分前" "5 minutos antes" "5 Minutes Earlier"                                | Koldo Serra, Álex Rodrigo | Ana Boyero, Jaun Salvador López, Emilio Díez, Luis Moya                                                           | 2020年4月3日  |
| 29     | 6 | "TKO(ノックアウト)" "KO técnico" "TKO"                                                 | Javier Quintas            | Esther Martínez Lobato, Emilio Díez, Luis Moya                                                                    | 2020年4月3日  |
| 30     | 7 | "テントをかく乱せよ" "Tumbar la carpa" "Strike the Tent"                               | Koldo Serra               | Emilio Díez, Luis Moya, Ana Boyero, Jaun Salvador López                                                           | 2020年4月3日  |
| 31     | 8 | "パリ作戦" "Plan París" "The Paris Plan"                                               | Jesús Colmenar            | Ana Boyero, Emilio Díez, Luis Moya, Jaun Salvador López                                                           | 2020年4月3日  |

## 製作

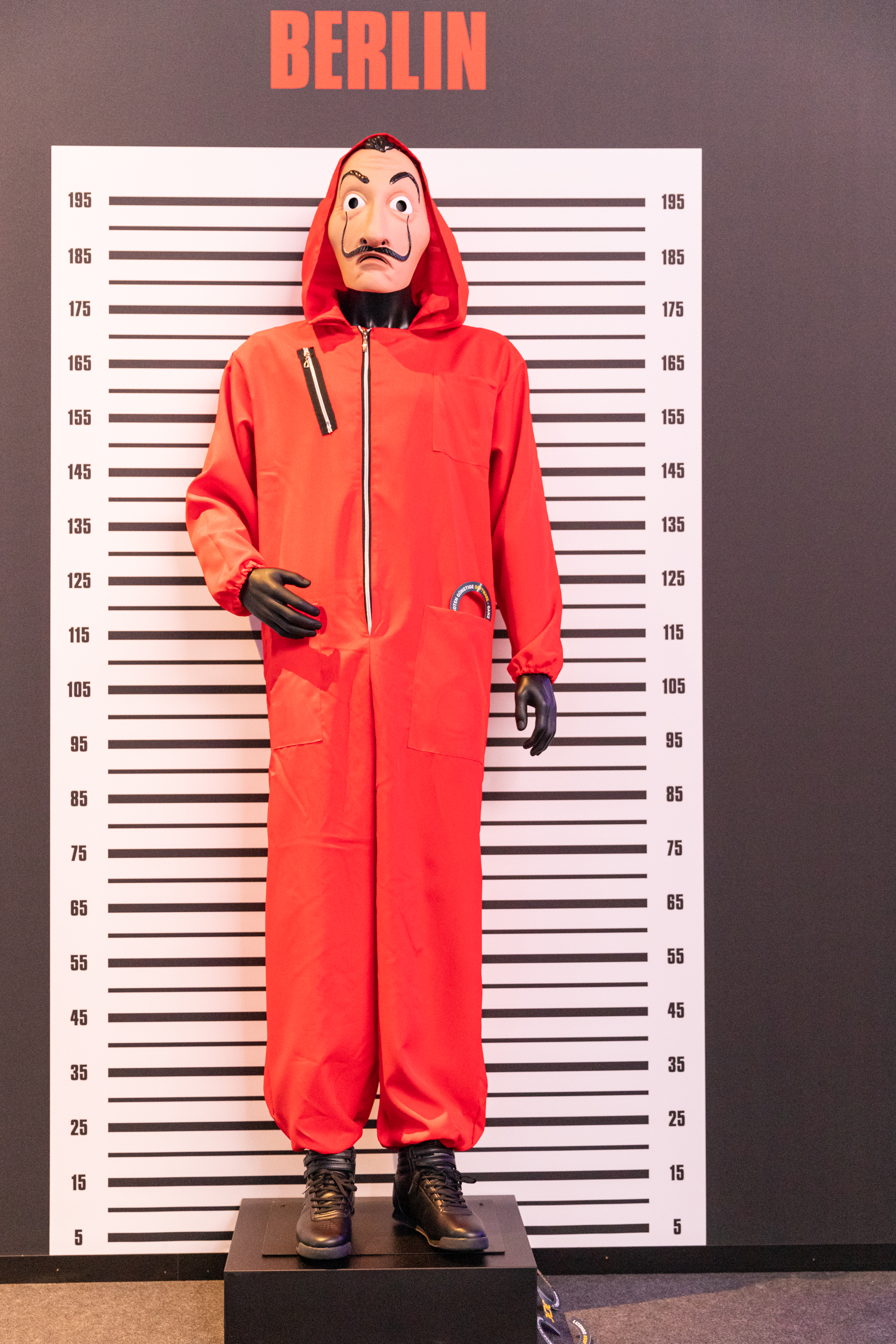
プロモーションのパネル

本作は、脚本家のアレックス・ピナと監督のJesús Colmenarが2008年から共同で構想したものである。スペインの刑務所ドラマ『Vis a vis』の制作を終えた二人は、2016年にグローボメディアを離れ、自身の制作会社であるVancouver Mediaを設立した。本作の撮影は2017年1月に開始され、資金面を考慮して番組は2つのパートに分割された。
スペインでパート1と2が放送された後、2017年12月にNetflixが世界でのストリーミング独占配信権を取得した。Netflixは、クリフハンガーやシーンを分割するなどして、約50分の長さの22エピソードに再編集して配信した。
Netflixは本作のストリーミングでの成功から、本作の続編の制作をアレックス・ピナとAtresmediaに打診した。2018年4月18日、Netflixが予算を大幅に増額しシーズン2 (パート3)への更新を決定した。
パート5で制作は終了したが、ベルリンを主人公としたスピンオフドラマ「Berlin: A New Series」（原題）を2023年の配信予定でNetflixが製作する。
韓国では『종이의 집: 공동경제구역』（紙の家：共同経済区域）と題してリメイクし、2022年にNetflixで公開された。その日本語字幕版と吹替版は『ペーパー・ハウス・コリア: 統一通貨を奪え』と題して同じくNetflixで公開されている。

## 評価

### 批評
本作は批評家から極めて高い評価を受けている。パート1は批評集積サイトのRotten Tomatoesに5件のレビューがあり、批評家支持率は100%となっている。
パート2はRotten Tomatoesに5件のレビューがあり、批評家支持率は100%となっている。
パート3はRotten Tomatoesに12件のレビューがあり、批評家支持率は100%、平均点は10点満点で7.0点となっている。
パート4はRotten Tomatoesに8件のレビューがあり、批評家支持率は75%、平均点は10点満点で9.0点となっている。